# Natación en los XVIII Juegos Centroamericanos y del Caribe
Se detallan los resultados de las competiciones deportivas de Natación en los XVIII Juegos Centroamericanos y del Caribe.

## Resultados

### Hombres
| Evento            | Oro                                                                           | Oro        | Plata                                                                 | Plata    | Bronce                                                                        | Bronce   |
| ----------------- | ----------------------------------------------------------------------------- | ---------- | --------------------------------------------------------------------- | -------- | ----------------------------------------------------------------------------- | -------- |
| 50 Libre          | Ricardo Busquets Puerto Rico                                                  | 22.55 RC   | Francisco Sánchez · Venezuela                                         | 22.74    | Marcos Hernández · Cuba                                                       | 23.00    |
| 100 Libre         | Francisco Sánchez · Venezuela                                                 | 50.05 RC   | Marcos Hernández · Cuba                                               | 50.32    | Ricardo Busquets Puerto Rico                                                  | 50.42    |
| 200 Libre         | Fernando Jácome · Colombia                                                    | 1:54.28    | Oscar Sotelo · México                                                 | 1:54.43  | Ives García · Cuba                                                            | 1:54.71  |
| 400 Libre         | Ricardo Monasterio · Venezuela                                                | 3:58.88 RC | Alejandro Bermúdez · Colombia                                         | 3:58.89  | Josh Ilika · México                                                           | 3:59.74  |
| 1500 Libre        | Ricardo Monasterio · Venezuela                                                | 15:57.50   | Ives García · Cuba                                                    | 16:12.42 | Ramón Valle Honduras                                                          | 16:26.25 |
|                   |                                                                               |            |                                                                       |          |                                                                               |          |
| 100 Espalda       | Rodolfo Falcón · Cuba                                                         | 55.60 RC   | Neisser Bent · Cuba                                                   | 55.79    | Ricardo Busquets Puerto Rico                                                  | 56.24    |
| 200 Espalda       | Neisser Bent · Cuba                                                           | 2:01.53 RC | Carlos Arena · México                                                 | 2:05.60  | Alexis Perdomo · Venezuela                                                    | 2:05.78  |
|                   |                                                                               |            |                                                                       |          |                                                                               |          |
| 100 Pecho         | Gunter Rodríguez · Cuba                                                       | 1:04.72    | Francisco Suriano · El Salvador                                       | 1:04.73  | Álvaro Fortuny · Guatemala                                                    | 1:05.43  |
| 200 Pecho         | Gunter Rodriguez · Cuba                                                       | 2:18.58    | Francisco Suriano · El Salvador                                       | 2:18.91  | José López · México                                                           | 2:21.28  |
|                   |                                                                               |            |                                                                       |          |                                                                               |          |
| 100 Mariposa      | Francisco Sánchez · Venezuela                                                 | 53.86      | Oswaldo Quevedo · Venezuela                                           | 53.93    | Ricardo Busquets Puerto Rico                                                  | 54.32    |
| 200 Mariposa      | Andrew Livingston Puerto Rico                                                 | 2:00.54 RC | Juan Veloz · México                                                   | 2:01.44  | Nelson Mora · Venezuela                                                       | 2:01.46  |
|                   |                                                                               |            |                                                                       |          |                                                                               |          |
| 200 Combinado     | Neisser Bent · Cuba                                                           | 2:07.12 RC | Gunter Rodriguez · Cuba                                               | 2:07.18  | Alejandro Bermúdez · Colombia                                                 | 2:07.50  |
| 400 Combinado     | Gunter Rodriguez · Cuba                                                       | 4:26.86 RC | Alejandro Bermúdez · Colombia                                         | 4:29.10  | Santiago Lima · México                                                        | 4:34.01  |
|                   |                                                                               |            |                                                                       |          |                                                                               |          |
| 4 x 100 Libre     | Venezuela · Oswaldo Quevedo · Francisco Páez · Luis Rojas · Francisco Sánchez | 3:23.49 RC | Cuba · Neisser Bent · Yohan García · Ives García · Marcos Hernández   | 3:26.91  | México · César Barrón · Carlos Arena · Guillermo Díaz · Oscar Sotelo          | 3:27.50  |
| 4 x 100 Combinado | Cuba · Rodolfo Falcón · Gunter Rodríguez · Yohan García · Marcos Hernández    | 3:44.61 RC | México · Carlos Arena · José A. López · Jesús González · César Barrón | 3:46.63  | Puerto Rico Ricardo Busquets Arsenio López Andrew Livingston Eduardo González | 3:47.23  |

### Mujeres
| Evento            | Oro                                                                            | Oro        | Plata                                                                               | Plata   | Bronce                                                                     | Bronce  |
| ----------------- | ------------------------------------------------------------------------------ | ---------- | ----------------------------------------------------------------------------------- | ------- | -------------------------------------------------------------------------- | ------- |
| 50 Libres         | Eileen Coparropa · Panamá                                                      | 26.12 RC   | Siobhan Cropper Trinidad y Tobago                                                   | 26.40   | Deborah Figueroa · Cuba                                                    | 26.82   |
| 100 Libres        | Eileen Coparropa · Panamá                                                      | 57.60 RC   | Deborah Figueroa · Cuba                                                             | 58.47   | Erin Volcán · Venezuela                                                    | 58.81   |
| 200 Libres        | Carolyn Adel Surinam                                                           | 2:03.22    | Janelle Atkinson Jamaica                                                            | 2:05.97 | Erin Volcán · Venezuela                                                    | 2:07.41 |
| 400 Libres        | Carolyn Adel Surinam                                                           | 4:19.03    | Janelle Atkinson Jamaica                                                            | 4:20.99 | Lucía Jiménez · Guatemala                                                  | 4:31.09 |
| 800 Libres        | Carolyn Adel Surinam                                                           | 8:52.57 RC | Janelle Atkinson Jamaica                                                            | 8:53.46 | Irama Villareal · México                                                   | 9:08.06 |
|                   |                                                                                |            |                                                                                     |         |                                                                            |         |
| 100 Espalda       | Carolyn Adel Surinam                                                           | 1:04.93    | Ana María González · Cuba                                                           | 1:05.04 | Tessa Solomon Antillas Neerlandesas                                        | 1:07.55 |
| 200 Espalda       | Ana María González · Cuba                                                      | 2:19.66    | Tania Galindo · México                                                              | 2:24.97 | Nidia de la Torre · México                                                 | 2:24.99 |
|                   |                                                                                |            |                                                                                     |         |                                                                            |         |
| 100 Pecho         | Kenia Puertas · Venezuela                                                      | 1:12.19 RC | Imaday Núñez · Cuba                                                                 | 1:13.79 | Isabel Ceballos · Colombia                                                 | 1:14.33 |
| 200 Pecho         | Nidia de la Torre · México                                                     | 2:37.12 RC | Kenia Puertas · Venezuela                                                           | 2:37.94 | Imaday Núñez · Cuba                                                        | 2:38.95 |
|                   |                                                                                |            |                                                                                     |         |                                                                            |         |
| 100 Mariposa      | Siobhan Cropper Trinidad y Tobago                                              | 1:03.01 RC | Melissa Mata · Costa Rica                                                           | 1:03.56 | Nidia de la Torre · México                                                 | 1:03.78 |
| 200 Mariposa      | Melissa Mata · Costa Rica                                                      | 2:16.89 RC | Carolyn Adel Surinam                                                                | 2:18.27 | Paola Espana · México                                                      | 2:18.73 |
|                   |                                                                                |            |                                                                                     |         |                                                                            |         |
| 200 Combinado     | Carolyn Adel Surinam                                                           | 2:19.31 RC | Sonia Alvarez Puerto Rico                                                           | 2:23.64 | Isabel Ceballos · Colombia                                                 | 2:28.56 |
| 400 Combinado     | Carolyn Adel Surinam                                                           | 4:52.42 RC | Sonia Álvarez Puerto Rico                                                           | 5:01.38 | Nidia de la Torre · México                                                 | 5:02.59 |
|                   |                                                                                |            |                                                                                     |         |                                                                            |         |
| 4 x 100 Libre     | Puerto Rico Francheska Salib, Lysandra Álvarez, Vanessa García, Solimar Mojica | 4:00.20    | Venezuela · Lauren Volcán, · Jenny Fuentes, · Daniela Aponte, · Erin Volcán         | 4:02.98 | Colombia · Catalina Dangond, · Ana Uribe, · Gloria Díaz, · María A. Ortiz  | 4:07.79 |
| 4x200 Libre       | Puerto Rico Solimar Mojica, Lysandra Álvarez, Gretchen Gotay, Sonia Álvarez    | 8:40.26    | Venezuela · Lauren Volcán, · Daniela Aponte, · Jenny Fuentes, · Erin Volcán         | 8:46.46 | Colombia · Ana Uribe, · Gloria Díaz, · Isabel Ceballos, · Catalina Dangond | 8:54.41 |
| 4 x 100 Combinado | Cuba · Ana González, · Imaday Núñez, · Mikeila Torres, · Déborah Figueroa      | 4:23.90 RC | Colombia · Carolina Douglas, · Isabel Ceballos, · Andrea Duarte, · Catalina Dangond | 4:29.23 | Puerto Rico Elaine López, Francheska Salib, Sonia Álvarez, Vanessa García  | 4:36.18 |

RC: Récord de campeonato.